# Departamento de Boutilimit
Boutilimit es un departamento de la región de Trarza, en Mauritania. En marzo de 2013 presentaba una población censada de 63 193 habitantes. Está formado por las siguientes comunas, que se muestran asimismo con población de marzo de 2013:
- Boutilimit 26,926
- Ajouir 5,061
- Elb Adress 5,012
- El Moyesser 2,644
- Nebaghiya 6,392
- N'Teichet 9,816
- Tenghadi 7,342[1]